# Dioscoreales
Dioscoreales es el nombre de un taxón de plantas ubicado en la categoría taxonómica de orden, utilizado en sistemas de clasificación modernos como el sistema de clasificación APG III del 2009 y el APWeb (Stevens 2001 en adelante), y está circunscripto obligadamente al menos por la familia Dioscoreaceae. Dioscoreales es un orden ampliamente reconocido, pero no en la circunscripción dada por los sistemas de clasificación mencionados. En otras clasificaciones se tendía a ubicar dentro de los Dioscoreales prácticamente a todas las monocotiledóneas lilioides con hojas reticuladas (como Smilacaceae, Stemonaceae, además del mismo Dioscoreaceae), pero los análisis moleculares de ADN no avalan esa circunscripción. Como aquí circunscripto, posee muchas enredaderas de hojas reticuladas, aunque no todas, y también al micoparasítico Burmanniaceae, y al autotrófico Nartheciaceae. En total suman 21 géneros, con 1.037 especies (APWeb).

## Descripción
Introducción teórica en Terminología descriptiva de las plantas
Los representantes del orden contienen saponinas esteroideas, los haces vasculares en anillos, los vasos también en el tallo y la hoja, las flores o la inflorescencia con pelos glandulares, el estilo como mucho corto, las ramas del estilo bien desarrolladas, los tépalos persistentes en el fruto, el endotegmen taninífero, el embrión como mucho corto.
Los tépalos de Narthecium ossifragum tienen 3 trazas foliares, los de Dioscoreaceae tienen una sola.

## Diversidad
La diversidad taxonómica de las monocotiledóneas está presentada en detalle por Kubitzki (1998, 2006).
A continuación la lista de diversidad de Dioscoreales. Las descripciones son deliberadamente incompletas. Para más información siga los enlaces.
| Las nartheciáceas están distribuidas en las zonas templadas del Hemisferio Norte. La mayoría pueden ser reconocidas por sus hojas isobifaciales y equitantes, y sus inflorescencias racimosas bracteadas con flores pequeñas, más bien indistinguidas, típicas de las monocotiledóneas, que tienen tépalos en parte libres que persisten bajo el fruto capsular. |
| Esta familia, reconocida por el APWeb, fue incluida en las dioscoreáceas en APG III (2009) y también en APG II (2003). Pantropicales, especialmente de Malasia y el Pacífico, son hierbas con hojas de largo pecíolo y una inflorescencia escaposa con flores de tamaño medio, violetas negruzcas, con ovario ínfero, hay brácteas largas, filiformes, mezcladas entre las flores, y la placentación es parietal. |
| Esta familia, reconocida por el APWeb, fue incluida en las burmanniáceas en el APG III (2009) y en el APG II (2003). Las thismiáceas, distribuidas en todo el mundo pero de forma aislada, son hierbas pequeñas, sin clorofila, que pueden ser reconocidas por sus flores distintivas. Las flores son usualmente solitarias y terminales, los tépalos externos son muchas veces bastante diferentes de los internos, usualmente hay un anillo rodeando la amplia garganta, los estambres son inflejos, o al menos forman un cono en el centro de la flor, y el ovario es ínfero. Las flores pueden parecer como gelatina, o quizás un grupo de honguitos. Algunas son muy pequeñas, y actualmente se están describiendo muchos nuevos géneros y especies. |
| Las burmanniáceas en sentido estricto (excluyendo a las thismiáceas), mayoritariamente tropicales especialmente sudamericanas, son hierbas más bien pequeñas, muchas veces sin clorofila, que pueden ser reconocidas por sus flores de simetría radial, muchas veces más o menos azules, con un ovario ínfero que muchas veces es alado. Los tépalos externos son más largos que los internos y sólo hay 3 estambres, opuestos a los tépalos internos. |
| Las dioscoreáceas en sentido estricto (excluyendo a las taccáceas), principalmente tropicales, son plantas más o menos herbáceas con flores pequeñas y no muy coloridas, el ovario es ínfero y muchas veces con crestas o alas en el fruto. Muchas son trepadoras reconocidas por sus hojas espiraladas, pecioladas, con pulvino en los dos extremos del pecíolo, la base de la hoja no rodea el tallo. La lámina tiene muchas venas fuertemente longitudinales y venas secundarias transversas, o venación finamente reticulada. |

## Filogenia y descripción de los clados
Introducción teórica en Filogenia
En la publicación de Chase et al. (2005), el clado de (Dioscoreales + Pandanales) fue encontrado como hermano de todas las monocotiledóneas salvo Acorales, Alismatales y Petrosaviales. Una relación cercana entre Pandanales y Dioscoreales no fue observada hasta este análisis que incluyó 7 genes (Chase et al. 2005), en el que este par de órdenes recibió un 92% de "bootstrap support". Sin embargo, no se conocen caracteres que no sean de ADN que unan a estos dos órdenes.
Dioscoreales es un orden con muchas enredaderas de hojas reticuladas, además del micoparasítico Burmanniaceae, y el autotrófico Nartheciaceae.
Las posibles sinapomorfías morfológicas incluyen tallos con haces vasculares en anillos, el perianto persistente en el fruto, y las semillas con un embrión pequeño.
Como circunscripto por Dahlgren et al. 1985, también contenía a Trilliaceae, Stemonaceae, Taccaceae, Smilacaceae, y algunas otras familias, prácticamente incluía en el orden a todas las monocotiledóneas lilioides con hojas reticuladas. La morfología (Conran 1989, Stevenson y Loconte 1995, Chase et al. 1995b) y las secuencias de ADN sugieren que el orden así circunscripto no es monofilético. En clasificaciones más modernas como Judd et al. 2002, 2007, Stevens en el APWeb, Trilliaceae y Smilacaceae son parte de los Liliales, y Stemonaceae de los Pandanales, mientras que el micoparasítico Burmanniaceae está incluido en Dioscoreales. Así circunscripto el orden es monofilético (Chase et al. 1995a, b, 2000, 2006, Soltis et al. 2000, Caddick et al. 2000, 2002a, b).
El árbol filogenético más actualizado a la fecha de edición de este artículo (diciembre de 2011) es el siguiente:
|  | Taccaceae   |
|  |             |
|  | Thismiaceae |
|  |             |

|  | Burmanniaceae                   |
|  |                                 |
|  | Dioscoreaceae (incl. Trichopus) |
|  |                                 |

|  | Taccaceae   |
|  |             |
|  | Thismiaceae |
|  |             |

|  | Burmanniaceae                   |
|  |                                 |
|  | Dioscoreaceae (incl. Trichopus) |
|  |                                 |

|  | Taccaceae   |
|  |             |
|  | Thismiaceae |
|  |             |

|  | Burmanniaceae                   |
|  |                                 |
|  | Dioscoreaceae (incl. Trichopus) |
|  |                                 |

|  | Taccaceae   |
|  |             |
|  | Thismiaceae |
|  |             |

|  | Burmanniaceae                   |
|  |                                 |
|  | Dioscoreaceae (incl. Trichopus) |
|  |                                 |

|  | Taccaceae   |
|  |             |
|  | Thismiaceae |
|  |             |

|  | Burmanniaceae                   |
|  |                                 |
|  | Dioscoreaceae (incl. Trichopus) |
|  |                                 |

|  | Taccaceae   |
|  |             |
|  | Thismiaceae |
|  |             |

|  | Burmanniaceae                   |
|  |                                 |
|  | Dioscoreaceae (incl. Trichopus) |
|  |                                 |

|  | Taccaceae   |
|  |             |
|  | Thismiaceae |
|  |             |

|  | Burmanniaceae                   |
|  |                                 |
|  | Dioscoreaceae (incl. Trichopus) |
|  |                                 |

|  | Taccaceae   |
|  |             |
|  | Thismiaceae |
|  |             |

|  | Burmanniaceae                   |
|  |                                 |
|  | Dioscoreaceae (incl. Trichopus) |
|  |                                 |

Las posiciones de Dioscoreaceae y (Taccaceae + Thismiaceae) están invertidas en el árbol presentado por Yokoyama et al. (2008), pero con bajo apoyo.
La autotrófica Nartheciaceae no fue incluida en Dioscoreales por Chase et al.(1993, 1995a, 1995b), pero análisis más recientes la ubicaron consistentemente como hermana del clado de (Burmanniaceae + Dioscoreaceae) (Chase et al. 2000, Caddick et al. 2002a), si bien no fue con un "bootstrap support" mayor al 70% hasta que un análisis de 7 genes la ubicó ahí con un "bootstrap support" del 99%. También ubican a Nartheciaceae en Dioscoreales Tamura et al. 2004 (con 97% "bootstrap", buen muestreo de Nartheciaceae, pero del resto solo Dioscorea y Tacca, y 3 miembros de Pandanales), y también Janssen y Bremer 2004 (un solo gen, pero muy buen muestreo), Chase et al. 2006, Givnish et al. 2006, ver también Goldblatt 1995. Sin embargo, Davis et al. (2004) encontraron a Nartheciaceae asociada con Pandanales, si bien su apoyo fue débil (menor al 70 %) y les falta la deleción de 6 pares de bases en el gen atpA, que poseen muchos miembros de ese clado. Nartheciaceae es una familia pequeña (4 o 5 géneros) que se desvía en morfología de los patrones generales encontrados en las otras dos familias de su clado casi hermano (Burmanniaceae + Dioscoreaceae), pero comparte con ellas un perianto persistente en el fruto, como ciertos caracteres micromorfológicos (por ejemplo un exotegmen taninífero y un embrión corto). Como Tofieldiaceae, Nartheciaceae es relativamente pobremente estudiada.
Burmanniaceae (13 géneros, 126 especies) y Dioscoreaceae (4 géneros, 870 especies) tienen estambres reflejos, ovarios ínferos y alados, y microsporogénesis simultánea (este último carácter es raro en monocotiledóneas), pero fuera de eso estas dos familias son bastante disímiles. Burmanniaceae es un micoparasítico rizomatoso, aunque algunos miembros son verdes y tienen pequeñas hojas, mientras que Dioscoreaceae es de vida libre y muchas veces son enredaderas, algunas con grandes órganos de almacenamiento subterráneos.
Sobre la base de los caracteres que resultaron convergentes debido al síndrome parásito, muchos autores habían sugerido que Burmanniaceae estaba relacionado con las orquídeas (por ejemplo Cronquist 1981), pero ahora se sabe que no es así.
Muchos autores dividen a Dioscoreaceae en varias familias (por ejemplo en Dioscoreaceae sensu stricto y Taccaceae), según otros unas circunscripciones tan ajustadas ignoran sus caracteres compartidos (Caddick et al. 2002a, 2002b). Stevens en el Angiosperm Phylogeny Website mantiene separados a Dioscoreaceae y Taccaceae, porque no aparecen como familias hermanas en el árbol filogenético a la fecha de edición de este artículo (diciembre de 2011).
Muchos autores (por ejemplo Dahlgren et al. 1985, Stevens en el APW) separan Thismiaceae de Burmanniaceae, pero para otros, como suponen que son clados hermanos y como comparten muchos caracteres (Thismia y afines, como Afrothismia, Triscyphus, y Geomitra, son sólo un poco más reducidas vegetativamente que muchas Burmanniaceae sensu stricto), las dos familias deberían ir juntas en Burmanniaceae (por ejemplo en APG III 2009). Sin embargo en el árbol filogenético más actualizado en el APWeb a la fecha de edición de este artículo (diciembre de 2011) las familias Thismiaceae y Burmanniaceae no aparecen como hermanas, por eso el autor prefiere mantenerlas separadas: los estudios recientes de Merckx et al.(2006) sugieren fuertemente que estos dos miembros no forman un clado. Este estudio, que utiliza genes tanto mitocondriales como nucleares en sus análisis moleculares de ADN, y con un muestreo exhaustivo de estos dos taxones (aunque sin "outgroup" a Dioscoreales), muestra relaciones de parentesco sustancialmente diferentes de las de Caddick et al. (2002a, 2002b). Las relaciones encontradas por el árbol de Caddick et al. (2002a) fueron dominadas por los datos del cloroplasto, pero como estos dos taxones son principalmente micoheterotróficos, tienen secuencias en los plástidos muy divergentes. Por eso estos taxones micoheterotróficos han causado problemas. Geomitra (Thismiaceae), apareció sin ninguna duda junto con algunas Burmanniaceae en algunos análisis (Caddick et al. 2002a), mientras que en análisis del genoma mitocondrial los miembros de Burmanniaceae sensu lato (es decir, incluyendo a Thismiaceae) aparecían en dos órdenes diferentes (G. Petersen et al. 2006b). En el estudio sobre las relaciones de los Burmanniales de Neyland (2002), Burmannioideae tuvo buen apoyo, Thismia apareció como hermano (pero con menos apoyo), y Burmanniaceae no estaba emparentado con otros Dioscoreales. Un análisis de secuencias de ADNr 26S sugirió que Corsiaceae (Liliales) era polifilético, siendo Arachnitis hermano de Thismia (Neyland y Hennigan 2003). Algunos genes, al menos, muestran evolución acelerada (G. Petersen et al. 2006b, Merckx et al. 2006). La clasificación seguida aquí es la sugerida por Merckx et al. (2006). Merckx y Bidartondo (2008) sugieren que Burmanniaceae sensu stricto puede ser parafilético, con Taccaceae embebido en él.
La conclusión que se desprende de estos análisis es que se necesita más trabajo para dilucidar la estructura filogenética básica de Dioscoreales.

## Taxonomía
Introducción teórica en Taxonomía
El orden fue reconocido por el APG III (2009), el Linear APG III (2009) le asignó los números de familia 44 a 46. El orden ya había sido reconocido por el APG II (2003).
El orden posee las siguientes familias en el APG III (2009), los números de familia asignados según el LAPG III (2009):
- Nartheciaceae (familia n.º 44)
- Burmanniaceae (familia n.º 45)
- Dioscoreaceae (familia n.º 46)

Otras familias a veces reconocidas aquí:
- Taccaceae incluida en Dioscoreaceae en APG II y III (familia 46)
- Thismiaceae incluida en Burmanniaceae en APG II y III (familia 45)
- Trichopodaceae, reconocida en algunas clasificaciones, aquí está incluida en Dioscoreaceae (familia 46)

El sistema del Angiosperm Phylogeny Website posee esta circunscripción en el 2009:
- familia Burmanniaceae
- familia Dioscoreaceae (incluyendo Trichopodaceae)
- familia Nartheciaceae
- familia Taccaceae
- familia Thismiaceae

El sistema APG II, de 2003], coloca a este orden en el clado de las monocotiledóneas y usa esta circunscripción:
- familia Burmanniaceae (incluyendo Thismiaceae)
- familia Dioscoreaceae (incluyendo Taccaceae y Trichopodaceae)
- familia Nartheciaceae

El sistema APG, de 1998, también la ubicaba en el clado de las monocotiledóneas con esta circunscripción:
- familia Burmanniaceae
- familia Dioscoreaceae
- familia Taccaceae
- familia Thismiaceae
- familia Trichopodaceae

En APG II la familia Thismiaceae ha sido incluida en la familia Burmanniaceae, y las familias Taccaceae y Trichopodaceae incluidas en la familia Dioscoreaceae. Así el cambio no es tan grande como parece, las únicas plantas traídas desde afuera del orden son aquellas de la familia Nartheciaceae.
El sistema Cronquist, de 1981, no reconoce al orden, pero coloca a muchas plantas en el orden Liliales en la subclase Liliidae en la clase Monocotyledoneae (=monocotiledóneas) de la división Magnoliophyta (=angiospermas).
El sistema Dahlgren (1985) colocaba al orden en el superorden Lilianae en la subclase Liliidae (=monocotiledóneas) de la clase Magnoliopsida (=angiospermas) y usaba esta circunscripción:
- familia Dioscoreaceae
- familia Petermanniaceae
- familia Rhipogonaceae
- familia Smilacaceae
- familia Stemonaceae
- familia Taccaceae
- familia Trichopodaceae
- familia Trilliaceae

Sinónimos: Burmanniales Heinze, Nartheciales Reveal y Zomlefer, Taccales Dumortier, Tamales Dumortier, Dioscoreanae Reveal y Doweld, Burmanniidae Heintze

## Evolución
Dioscoreales ha sido frecuentemente considerado de monocotiledóneas primitivas (Dahlgren et al. 1985, Stevenson y Loconte 1995), una posición no sostenida por los análisis cladísticos realizados sobre secuencias de ADN (Chase et al. 1995a, 1995b, 2000, Soltis et al. 2000).
El grupo troncal Dioscoreales está datado en cerca de 124 millones de años hasta el presente, el grupo corona Dioscoreales está datado en cerca de 123 millones de años hasta el presente (Janssen y Bremer 2004).

### Lecturas sugeridas
- Ayensu, E. S. (1972). «Dioscoreales.».  En C. R. Metcalfe, ed. Anatomy of the Monocotyledons, Vol. 6. Oxford: Clarendon Press. para morfolgía y anatomía.
- Bouman, F. (1995). «Seed structure and systematics in Dioscoreales.».  En P. J. Rudall, P. J. Cribb, D. F. Cutler y C. J. Humphries, ed. Monocotyledons: Systematics and Evolution. Kew: Royal Botanic Gardens. pp. 139-156. para la cubierta seminal
- Oganezova, G. H.; Koizumi, Y., Yokota, M., y Tsukaya, H. (2000). «Systematic position of the Trilliaceae, Smilacaceae, Herreriaceae, Tecophilaeaceae, Dioscoreaceae families and the volume and phylogeny of the Asparagales (based on seed structure).». Bot. Zhurn. 85 (9): 9-25.  para la cubierta seminal (en ruso)
- Caddick, L. R.; Furness, C. A., Stobart, K. L., y Rudall, P. A. (1998). «Microsporogenesis and pollen morphology in Dioscoreales and allied taxa.». Grana 37: 321-336.  para la morfología y el desarrollo del polen.
- Schols, P.; Furness, C. A., Merckx, V., Wilkin, P., y Smets, E. (2005). «Comparative pollen development in Dioscoreales.». Internat. J. Plant Sci. 166: 909-924.  para la morfología y el desarrollo del polen de Nartheciaceae y Dioscoreaceae.
- Caddick, L. R.; Rudall, J. R., Wilkin, P., Heddersonn, T. A. J., y Chase, M. W. (2002a). «Phylogenetics of Dioscoreales based on combined analyses of morphological and molecular data.». Bot. J. Linn. Soc. (138): 123-144.  para morfología floral y desarrollo
- Caddick, L. R.; Wilkin, P., Rudall, J. R., Heddersonn, T. A. J., y Chase, M. W. (2002b). «Yams reclassified: a recircumscription of Dioscoreaceae and Dioscoreales.». Taxon (51): 103-114.  para información general de morfología y relaciones en el orden.